# Dacnusa laevipectus
Dacnusa laevipectus är en stekelart som beskrevs av Thomson 1895. Dacnusa laevipectus ingår i släktet Dacnusa och familjen bracksteklar. Arten är reproducerande i Sverige. Inga underarter finns listade i Catalogue of Life.